# Stazione di Ōnoura
La stazione di Ōnoura (大野浦?, Ōnoura-eki) è una stazione ferroviaria situata nella città di Hatsukaichi, nella prefettura di Hiroshima in Giappone. Si trova lungo la linea principale Sanyō della JR West.

## Linee e servizi
JR West
■ Linea principale Sanyō

## Caratteristiche
La stazione è dotata di un marciapiede laterale e uno a isola con tre binari in superficie collegati da sovrappassaggio. La stazione supporta la bigliettazione elettronica ICOCA ed è dotata di tornelli di accesso.
| 1-2 | ■ Linea principale Sanyō | per Miyajimaguchi, Hiroshima e Mihara |
| 3   | ■ Linea principale Sanyō | per Iwakuni e Tokuyama                |

## Stazioni adiacenti
| «                                | Servizio               | »                      |
| Linea principale Sanyō           | Linea principale Sanyō | Linea principale Sanyō |
| -------------------------------- | ---------------------- | ---------------------- |
| Maezora                          | Locale                 | Kuba                   |
| Il rapido Tsūkin Liner non ferma |                        |                        |